# Харри Холе
Харри Холе — главный герой серии детективных романов (тринадцати по состоянию на 2023 год), созданных норвежским писателем Ю Несбё. Серия издана по миру тиражом 18 000 000 экземпляров. Имя Харри Холе называется в ряду знаменитых литературных сыщиков — Шерлока Холмса, Эркюля Пуаро, комиссара Мегрэ, Ниро Вульфа.
Холе — блестящий и активный детектив с нестандартными методами, неуправляемый стрелок на службе полиции.

## Биография
Харри Холе — полицейский из Криминального отдела Осло. Его мать, саамка по происхождению, умерла от рака, когда ему только исполнилось двадцать, а с отцом — Улавом Холе, бывшим учителем, — у него никогда не было тесной связи. На момент начала повествования Харри около тридцати лет. У него есть младшая сестра Сес («Сестрёныш») с синдромом Дауна, к которой он очень привязан. Также у него есть несколько близких друзей и, возможно, способность нажить врагов среди некоторых своих коллег, которые, однако, помимо своей воли уважают его.
Холе — заядлый курильщик и алкоголик, но временами способен держать свою алкозависимость под контролем. Последствия этих проблем периодически приводят к  конфликтам с начальством и некоторыми коллегами. Но Бьярне Мёллеру, главе отдела, где работает Холе, и одному из его самых близких друзей, удается препятствовать увольнению сотрудника, которым дорожит прежде всего потому, что признаёт: Харри Холе — блестящий детектив, пользующийся уважением среди коллег благодаря своей роли в раскрытии преступлений серийного убийцы в Австралии. Холе один из немногих в органах прошёл специальную подготовку по технике полицейского допроса и стрельбе в ФБР.
У Холе почти нет друзей в Полицейском управлении Осло, исключения составляют лишь некоторые работники судебной экспертизы подразделения полиции Норвегии, включая Беату Лённ, которую он часто использует для хранения особо важной информации в критических ситуациях, где требуется консультация знающего специалиста, и Бьёрна Холма, другого квалифицированного работника судебной экспертизы. Харри также дружит с Гуннаром Хагеном, который был его руководителем до случая, описанного в романе «Призрак».
В романах о Харри Холе основную роль в большинстве случаев играет родной город автора — Осло. Большая часть второстепенных деталей в повествовании описывает реальные места, и город показан полностью, без прикрас: любимые места Холе, где он ест и пьёт и которые часто посещает; так называемая транспортная система дорог; реальная штаб-квартира полицейского управления; бассейн в парке Фрогнер; прибежища неонацистов, наркоманов и проституток; всё это обрисовано ярко (в различных романах), в разное время года — со снегом и морозами в зимнюю пору и с летней жарой. Среди друзей и знакомых Харри Холе — городские жители из разных социальных прослоек, от иммигрантов из других частей мира до его старых школьных друзей, таких как таксист Эйстен Экеланд — возможно, самый близкий для него человек.
Домашний адрес Харри Холе — Софиесгате в районе Бислетт, Осло. В «Призраке» он больше не живет там, так как был три года в Гонконге. Около места проживания Харри есть его любимая забегаловка, ресторан «Шрёдер» в районе Санкт Хансхауген, который фигурирует в большей части романов.
Холе не женат, но на протяжении действия романов имел тесные отношения (и дружеские, и интимные) с разными женщинами. По-настоящему серьёзные  и долгие отношения у него были только с адвокатом Ракель Фёуке, чей сын, Олег, относится к Харри как к отцу (не без взаимности) и иногда называет его папой. После случая, описанного в «Снеговике», их отношения оказались подвергнуты серьезному испытанию, но в итоге дошли до счастливого брака. Олег после истории в романе «Призрак» поступил в полицейскую академию, и в книге «Жажда» его использовали как рычаг давления на Харри с целью втянуть его в расследование. В книге «Нож» выясняется, что у Харри в итоге произошёл возврат к алкоголизму, из-за чего Ракель выгнала его из дома. Однако в начале этой книги её неожиданно убивают, что крайне травмирует Харри; боль усиливается ещё больше, когда Олег неожиданно сообщает ему, что Ракель очень хотела позвать его обратно. 
«Холе», фамилия Харри, является названием старого норвежского города (Холе, Норвегия), с историей, которая простирается до образования Норвегии в эпоху викингов. Фамилия образована от древнескандинавского слова Hólar, формы множественного числа слова hóll, означающего «круглый (изолированный) холм». Слово произносится в два слога, с ударением на первом (hoh-leh), как указывается в «Нетопыре», где австралийская полиция называет его «Гарри Хоули».

### Метод Харри Холе
Следственная методика детектива Холе во многом схожа с методами Шерлока Холмса и Эркюля Пуаро: он всегда старается собрать максимум улик и рассматривает разных людей в качестве потенциальных подозреваемых. Часто он в таких случаях опирается на свою интуицию, которая его почти никогда не подводит.
В ходе расследований Холе вполне способен по мелочи нарушать закон (например, вламываться в дома для поиска улик), что лишний раз портит ему репутацию, но всегда идёт на благо расследования очередного дела.
В первом же романе «Нетопырь» Харри Холе преследует преступника и загоняет его в бассейн с крокодилом. Преступник достаётся крокодилу не по вине Харри, но сыщик очевидно разочарован тем, что не смог лично казнить убийцу. И хотя формально Холе не выходит за рамки процесса, очевидна его готовность и вершить суд, и приводить в исполнение собственный приговор.

## Список книг
1997 — Flaggermusmannen: «Нетопырь» («Полёт летучей мыши»). Холе посылают в Сидней, Австралия, для помощи австралийской полиции в их расследовании убийства звезды норвежских фильмов категории «B».
1998 — Kakerlakkene: «Тараканы». Холе посылают в Таиланд, чтобы расследовать убийство посла Норвегии.
2000 — Rødstrupe: «Красношейка». Холе следит за убийцей, планирующим нападение на видное влиятельное лицо.
2002 — Sorgenfri: «Немезида» («Не было печали», «Богиня мести»). Холе расследует ограбление банка с человеческими жертвами и оказывается вовлечённым в очевидное убийство своей экс-подруги.
2003 — Marekors: «Пентаграмма». Холе расследует ряд последовательных убийств и подозревает полицейского в преступной деятельности.
2005 — Frelseren: «Спаситель». Холе нападает на след хорватского наёмного убийцы, который убивает служащего Армии спасения во время рождественского уличного концерта.
2007 — Snømannen: «Снеговик». Холе изо всех сил пытается выявить первого серийного убийцу Норвегии.
2009 — Panserhjerte: «Леопард». Холе возвращается из добровольной ссылки в Гонконг и неофициально расследует преступления серийного убийцы.
2011 — Gjenferd: «Призрак». Холе снова возвращается из Гонконга, чтобы изучить убийство, по всей вероятности, совершённое его приёмным сыном Олегом. Расследование приводит Харри на рынок наркотиков Осло.
2013 — Politi: «Полиция». Холе в очередной раз вызывают, чтобы определить личность серийного убийцы, который бродит по улицам Осло, убивая полицейских, которые участвовали в расследованиях в итоге не раскрытых дел.
2017 — Tørst: «Жажда». Холе вовлечён в расследование убийств, связанных с вампиризмом.
2019 — Kniv: «Нож». Харри вновь находится в «объятиях» алкоголя, переживая расставание с возлюбленной. Но жуткие призраки прошлого, влекущие за собой смерть близкого и любимого человека, заставляют Холе вынырнуть из алкогольного омута, чтобы найти преступника.
2022 — Blodmåne: «Кровавая луна». Харри  уволился из полиции и напивается до беспамятства в Лос-Анджелесе. Помогая знакомой, которую преследует мексиканский картель, он попадает в неприятности. Теперь ему срочно нужно найти миллион долларов, чтобы освободить подругу из заложников.

## В экранизациях
В 2017 году вышла экранизация книги «Снеговик», в которой роль Харри исполнил известный германо-ирландский актёр Майкл Фассбендер. Фильм сюжетно мало отличается от оригинального романа, за исключением нескольких деталей: внешность Харри не была прямо скопирована с книги (Фассбендер снимался со своим естественным цветом волос), а Катрина Братт погибает в безрассудной попытке самостоятельно найти Снеговика. В отличие от книги, фильм был разгромлен критиками и зрителями. Режиссёр в интервью объяснил эту неудачу слишком сжатым графиком съёмок, вследствие которого получилась «такая ужасная картина».
В 2024 году начались съёмки телесериала Netflix «Детектив Холе», роль Харри в нём исполняет Тобиас Зантельман.